# مرتجة (آلة)

صورة للمرتجة

المرتجة هي آلة كهربائية تُستعمل لإغلاق الأكياس البلاستيكية وذلك عن طريق قطع الجزء العلوي من الكيس باستخدام الطاقة الحرارية، غالبًا يكون للمرتجة أكياس بلاستيكية خاصة.

## الأصل اللغوي
مِرْتَجَة (بكسر الميم وفتح التاء المهملة) على وزن مِفْعَلة ومأخوذ من الفعل الثلاثي المتعدي رَتَج أي أوصد وأغلق الشيء بإحكام.